# Кристалина
Кристалина (порт. Cristalina) — муниципалитет в Бразилии, входит в штат Гояс. Составная часть мезорегиона Восток штата Гойяс. Входит в экономико-статистический микрорегион Энторну-ду-Дистриту-Федерал. Население составляет 40 900 человек на 2006 год. Занимает площадь 6160,722 км². Плотность населения — 6,6 чел./км².
Праздник города — 18 июля.

## История
Город основан 18 июля 1916 года.

## Статистика
- Валовой внутренний продукт на 2005 год составляет 652 021 000,00 реалов (данные: Бразильский институт географии и статистики).
- Валовой внутренний продукт на душу населения на 2005 год составляет 17 157,49 реалов (данные: Бразильский институт географии и статистики).
- Индекс развития человеческого потенциала на 2000 год составляет 0,761 (данные: Программа развития ООН).

## География
Климат местности: горный тропический.

## Галерея
- Собор